# Institut für Organischen Landbau
Das Institut für Organischen Landbau ist eine Lehreinrichtung an der Landwirtschaftlichen Fakultät der Rheinischen Friedrich-Wilhelms Universität in Bonn. 

## Geschichte
Im Jahr 1985 wurde der Lehr- und Forschungsschwerpunkt Umweltverträgliche und Standortgerechte Landwirtschaft an der Landwirtschaftlichen Fakultät der Rheinischen Friedrich-Wilhelms Universität Bonn eingerichtet. 1986 wurde erstmals eine C3-Professur für organischen Landbau an der Landwirtschaftlichen Fakultät ausgeschrieben. Im Oktober 1987 wurde Ulrich Köpke aus Göttingen auf die Stelle berufen. Ein Ruf Köpkes 1988 auf eine C4-Professorenstelle für „Biologische Betriebssysteme“ an der Landwirtschaftlichen Fakultät der Universität Gießen wurde von der Bonner Universität mit Rufabwehrmaßnahmen beantwortet: 1989 wurde die Forschungsstelle erweitert und ein Laborpavillon errichtet. 1992 erfolgte dann die Gründung des Instituts für Organischen Landbau, die mit einer Erweiterung bei Personal-, Raum-, Geräte- und Finanzausstattung der Einrichtung einherging. Seitdem wurde auch die Drittmitteleinwerbung forciert; das jährliche Drittmittelvolumen lag in den Anfangsjahren nach der Institutsgründung zwischen DM 450.000 und 700.000. Die Forschungstätigkeit wurde intensiviert, so erfolgte eine Beteiligung an der DFG-Forschungsgruppe „Optimierungsstrategien im Organischen Landbau“ (1994 bis 2000) und an den EU-Projekten „European Network for Scientific Research Co-ordination in Organic Farming“ (1994–1999) und „Strategies of Weed Control in Organic Farming (WECOF)“ (2000 bis 2004). Das Institut wurde im Jahr 2013 noch von Köpke geleitet.

## Forschungsschwerpunkte
Die Schwerpunkte der Forschung am Institut für organischen Landbau betreffen Fragestellungen zum ökologischen Landbau. Dabei stehen im Fokus: die Optimierung des Nährstoffmanagements, die Erzeugung und Sicherung hoher Produktqualität, die Optimierung der Unkrautkontrolle sowie die Entwicklung von Umweltbewertungssystemen.

## Versuchsbetrieb für Organischen LandbauWiesengut
Im Jahr 1985 wurde auf Initiative des damaligen nordrhein-westfälischen Landwirtschaftsministers, Klaus Matthiesen, der landwirtschaftliche Betrieb Wiesengut in Hennef aus Landesmitteln erworben und der Landwirtschaftlichen Fakultät der Bonner Universität  angegliedert. In Folge wurde der Betrieb auf organischen Landbau umgestellt und ein weitgehend in sich geschlossener Betriebsorganismus entwickelt. Seit 1991 ist der Betrieb dem Institut für Organischen Landbau zugeordnet. Wiesengut ist Mitglied im Landbauverband Naturland und in den Lehr- und Forschungsschwerpunkt „Umweltverträgliche und Standortgerechte Landwirtschaft“ (USL) der Landwirtschaftlichen Fakultät der Bonner Universität eingebunden.